# Stéphane Leteuré
 (juillet 2025).
La mise en forme du texte ne suit pas les recommandations de Wikipédia : il faut le « wikifier ».
Les points d'amélioration suivants sont les cas les plus fréquents. Le détail des points à revoir est peut-être précisé sur la page de discussion.
- Les titres sont pré-formatés par le logiciel. Ils ne sont ni en capitales, ni en gras.
- Le texte ne doit pas être écrit en capitales (les noms de famille non plus), ni en gras, ni en italique, ni en « petit »…
- Le gras n'est utilisé que pour surligner le titre de l'article dans l'introduction, une seule fois.
- L'italique est rarement utilisé : mots en langue étrangère, titres d'œuvres, noms de bateaux, etc.
- Les citations ne sont pas en italique mais en corps de texte normal. Elles sont entourées par des guillemets français : « et ».
- Les listes à puces sont à éviter, des paragraphes rédigés étant largement préférés. Les tableaux sont à réserver à la présentation de données structurées (résultats, etc.).
- Les appels de note de bas de page (petits chiffres en exposant, introduits par l'outil «  Source ») sont à placer entre la fin de phrase et le point final[comme ça].
- Les liens internes (vers d'autres articles de Wikipédia) sont à choisir avec parcimonie. Créez des liens vers des articles approfondissant le sujet. Les termes génériques sans rapport avec le sujet sont à éviter, ainsi que les répétitions de liens vers un même terme.
- Les liens externes sont à placer uniquement dans une section « Liens externes », à la fin de l'article. Ces liens sont à choisir avec parcimonie suivant les règles définies. Si un lien sert de source à l'article, son insertion dans le texte est à faire par les notes de bas de page.
- La présentation des références doit suivre les conventions bibliographiques. Il est recommandé d'utiliser les modèles {{Ouvrage}}, {{Chapitre}}, {{Article}}, {{Lien web}} et/ou {{Bibliographie}}. Le mode d'édition visuel peut mettre en forme automatiquement les références.
- Insérer une infobox (cadre d'informations à droite) n'est pas obligatoire pour parachever la mise en page.

Pour une aide détaillée, merci de consulter Aide:Wikification.
Si vous pensez que ces points ont été résolus, vous pouvez retirer ce bandeau et améliorer la mise en forme d'un autre article.
 (juin 2021).
 (juin 2021).
Stéphane Leteuré (né en 1971 à Clichy-la-Garenne) est un chercheur en histoire de la musique et spécialiste du compositeur français Camille Saint-Saëns (1835-1921).

## Biographie
Stéphane Leteuré a été formé à l’Histoire à l’Université Paris 1 Panthéon-Sorbonne. Il a effectué sa Maîtrise d'Histoire sous la direction de l’historien français Alain Corbin. Il a obtenu un DEA d'Histoire à l’université Paris 1 Panthéon-Sorbonne de nouveau sous la direction d'Alain Corbin.
Après son agrégation d'histoire et géographie, il a obtenu un Doctorat de Musicologie à l’université François Rabelais de Tours sous la direction des chercheurs en musicologie, Joël-Marie Fauquet et Guy Gosselin. Il a été qualifié pour la fonction de maître de conférence (section 22). Stéphane Leteuré est professeur d’Histoire depuis 1996 et chercheur associé à l’EHESS au centre Georg Simmel.
Il a publié trois ouvrages, Camille Saint-Saëns et le politique de 1870 à 1921, Paris, Vrin, Collection MusicologieS (sous la direction de Malou Haine et de Michel Duchesneau), 2014  (ISBN 978-2-7116-2571-0), Camille Saint-Saëns : le compositeur globe-trotter (1857-1921). Vers une géopolitique de la musique, Arles, Actes Sud / Palazzetto Bru Zane, avril 2017, réédition en août 2017  (ISBN 978-2-330-07746-4) et Croquer Saint-Saëns. Une histoire de la représentation du musicien par la caricature, Actes Sud / Palazzetto Bru Zane, 2021 (ISBN 978-2-330-14491-3).
Stéphane Leteuré développe une approche d’histoire culturelle de la musique du XIXe siècle en démontrant la nature politique, et d’une façon plus générale toutes les dimensions sociales, de la vie et de l’œuvre de Camille Saint-Saëns. Il s'intéresse à la représentation du musicien dans la société, notamment en partenariat avec le Palazzetto Bru Zane. Il étudie enfin l'activité académique du compositeur et sa pensée scientifique qu'il restitue dans une perspective historique.
Stéphane Leteuré est Chevalier de l’Ordre des Palmes académiques (promotion 2020). Il a reçu la médaille d'argent (promotion 2020) de la Société académique Arts-Sciences-Lettres.
Dans son activité d’enseignement, Stéphane Leteuré a été professeur en Classe préparatoire aux grandes écoles au lycée Jacques Amyot de Melun. Ses élèves ont été lauréats nationaux en 2017 (lycée André Boulloche) du Concours national de la Résistance et de la Déportation, sur le thème de la Musique dans l’univers concentrationnaire nazi. Il est l'auteur d'une quinzaine d'ouvrages parascolaires aux éditions Ellipses et Foucher. En 2018, au lycée André Boulloche, le travail mené avec ses élèves a obtenu le label de la Mission du Centenaire 14-18 pour le documentaire Faces à la guerre. La même année, ses élèves ont été sélectionnés pour l’animation chorégraphique et lectures de textes de la cérémonie internationale du Centenaire de l’Armistice de 1918 à l’Arc de Triomphe sous l’autorité de la Présidence de la République.

## Publications

### Ouvrages
- Camille Saint-Saëns et le politique de 1870 à 1921, Paris, Vrin, Collection MusicologieS (sous la direction de Malou Haine et de Michel Duchesneau), 2014  (ISBN 978-2-7116-2571-0).
- Camille Saint-Saëns : le compositeur globe-trotter (1857-1921). Vers une géopolitique de la musique, Arles, Actes Sud / Palazzetto Bru Zane, avril 2017 réédition en août 2017  (ISBN 978-2-330-07746-4).
- Croquer Saint-Saëns. Une histoire de la représentation du musicien par la caricature, Actes Sud / Palazzetto Bru Zane, 2021[10] (ISBN 978-2-330-14491-3). Sélection du Prix du Livre France Musique-Claude Samuel 2022[11].
- Camille Saint-Saëns, Merdiflor et Cacahouette (présentation), Les Petites Allées, juillet 2021  (ISBN 979-10-92910-70-4).

### Articles & chapitres d'ouvrage
- S. Leteuré, Les incursions musicales et intellectuelles de Camille Saint-Saëns dans l’évolutionnisme, Bulletins et Mémoires de la Société d’Anthropologie de Paris, 2011.

- S. Leteuré, Camille Saint-Saëns, The Migrant Musician, Jann Pasler (sous la direction de), Saint-Saëns and his World, Princeton, Princeton University Press, 2012[12].

- S. Leteuré, Le compositeur Camille Saint-Saëns face à l’accusation d’être juif. Itinéraire d’une rumeur, Revue des études juives, juillet-décembre 2013, tome 172, fascicule 3-4.

- S. Leteuré, Camille Saint-Saëns, Encyclopaedia Universalis, 2015.

- S. Leteuré, La condition politique du musicien. L’exemple de Camille Saint-Saëns, Mélanges offerts à Guy Gosselin, Rennes, Presses Universitaires de Rennes, septembre 2016.

- S. Leteuré, Camille Saint-Saëns et l’interface Orient / Occident : les sens du voyage en Égypte, The many faces of Camille Saint-Saëns, sous la direction de Michael Stegemann, Brepols, 2018, pp. 269-290.

- S. Leteuré, Frankreich im Zweiten Weltkrieg und die "Kinder der Schande, Born of War - vom Krieg Geboren, Europas verleugnete Kinder, Ch. Links Verlag, Berlin, 2017, pp. 250-253.

- S. Leteuré, La géographie des voyages de Camille Saint-Saëns en France (1870-1921) : une territorialité musicale au service de l’identité collective, L’Information Géographique, décembre 2018 (4/2018), pp. 38-47.

- S. Leteuré, Catalogue d’exposition au Château-Musée de Dieppe (février – novembre 2019) : Histoires naturelles. Collections oubliées du Musée de Dieppe, Le compositeur Camille Saint-Saëns et le vivant : un exemple de diffusion et d’imprégnation de la connaissance scientifique à la Belle Époque, avril 2019. Les Amys du Vieux Dieppe, fascicule CXXXI, 2019, pp. 45-52.
- S. Leteuré, C.-O. Doron, Racialiser, Les Annales de META Classique, Volume 1, Aedam Musicae, Château-Gontier sur Mayenne, 2020.

- S. Leteuré, Djamileh de Bizet et La Princesse Jaune de Saint-Saëns, compagnes d’infortune, Médiabase du ''Palazzetto Bru Zane''[13], septembre 2020.

- S. Leteuré, Camille Saint-Saëns à l’Institut. Compilation du contenu des séances de l’Académie des Beaux-Arts auxquelles Camille Saint-Saëns assiste de 1881 à 1921, Médiabase du Palazzetto Bru Zane[14], janvier 2021.

- S. Leteuré, Livre CD, La Princesse Jaune, Palazzetto Bru Zane, août 2021, Les infortunes de La Princesse Jaune.
- S. Leteuré, Courir le monde. Camille Saint-Saëns, le musicien voyageur, Quiquengrogne. Publication du réseau patrimonial de la ville de Dieppe, septembre 2021, pp. 13-19.
- S. Leteuré, Catalogue d'exposition à la Casa de Colon (Las Palmas, Gran Canaria) : Camille Saint-Saëns en Gran Canaria, Los viajes de invierno de Camille Saint-Saëns a las Islas Canarias : en busca de la felicidad perdida, Casa de Colon (20 décembre 2022 - 19 février 2023), pp.25-38[15].

### Expositions et documentaire
Stéphane Leteuré  a été en 2021 le conseiller historique du documentaire télévisuel de David Unger, Saint-Saëns l'insaisissable. Il a été commissaire de l'exposition Les voyages de Camille Saint-Saëns à la médiathèque Jean Renoir de Dieppe (septembre 2021-janvier 2022) et conseiller scientifique de l'exposition "Histoires naturelles. Collections oubliées du Musée de Dieppe" (février - novembre 2019).

### Comptes rendus d’ouvrages
Chroniqueur, auteur d’une quarantaine de comptes rendus pour le site Nonfiction (histoire, géographie, musicologie).